# 1967年の映画
1967年の映画（1967ねんのえいが）では、1967年（昭和42年）の映画分野の動向についてまとめる。
1966年の映画 - 1967年の映画 - 1968年の映画

## 出来事

### 世界
- 7月17日 - ワーナー・ブラザースとセヴン・アーツ・プロダクションズが合併[1][2]。ワーナー・セヴン・アーツに名称変更[2]。
- 7月20日 - 第5回モスクワ国際映画祭で山本薩夫監督『白い巨塔』が銀賞受賞[3]。
- 8月13日 - 米国、『俺たちに明日はない』（アーサー・ペン監督）公開[3][4]。アメリカン・ニューシネマ（従来のハリウッド映画とは異なる、反体制的な人間が主役の作品）始まる[3][4]。
- 9月8日 - 小林正樹監督『上意討ち 拝領妻始末』、第28回ヴェネツィア国際映画祭、国際（映画）批評家連盟賞受賞[3][5]。予備審査で落選し映画祭には不参加となるが、国際批評家連盟が異例の独自判断を行い、同賞を受賞[3]。
- 10月 - クリス・マルケル製作、ジャン＝リュック・ゴダール監督らによるドキュメンタリー映画『ベトナムから遠く離れて』、米仏で公開[4][6]。

### 日本
- 1月
  - 1月28日 - 『博打打ち』（小沢茂弘監督）封切、以後シリーズ化される[7]。
- 2月
  - 2月14日 - 作家・山本周五郎（63歳）死去[8][9]。
  - 2月16日 - 東映、8ミリ映機部廃止、教材映機営業部へ業務移管[10]。
- 3月
  - 3月15日 - 大映、ガメラシリーズ第3作『大怪獣空中戦 ガメラ対ギャオス』（湯浅憲明監督）公開[11]、日本映画輸出振興協会から融資（1億5300万円）[12]。ガメラシリーズは、1971年7月公開の『ガメラ対深海怪獣ジグラ』までの5作品が、日本映画輸出振興協会から融資を受けている[13][注 1]。
  - 3月19日 - 東映動画創立10周年記念動画『少年ジャックと魔法使い』 / 『サイボーグ009 怪獣戦争』封切[15]。
  - 3月25日 - 松竹初の怪獣映画『宇宙大怪獣ギララ』（二本松嘉瑞監督）公開[16]、日本映画輸出振興協会から融資（1億2000万円）[17][注 2]。
  - 3月30日 - 日活は業績不振の責任を取って、製作担当重役の6人が退陣することに[2][3][注 3]。
- 4月
  - 黒澤明監督が20世紀フォックスと提携するアメリカ戦争映画『トラ・トラ・トラ!』の製作発表が行われた[2]。
  - 前年の1966年から始まったNETテレビ（現・テレビ朝日）『土曜洋画劇場』（解説：淀川長治）が日曜日に移動して『日曜洋画劇場』としてスタート[19]。
  - 4月7日 - 『風と共に去りぬ』（ヴィクター・フレミング監督）、 日比谷スカラ座でリバイバル公開、ヒット[3]。
  - 4月22日 - 日活初の怪獣映画『大巨獣ガッパ』（野口晴康監督）公開[20]、日本映画輸出振興協会から融資（1億3200万円）[21][注 4]。
- 6月
  - 6月3日
    - 名古屋・名鉄東宝劇場が新築オープン[1]。オープニング作品は70mm『風と共に去りぬ』（MGM）[1]。
    - 『あゝ同期の桜』（中島貞夫監督） / 『喜劇急行列車』（瀬川昌治監督）封切、ヒット[7]。

  - 6月28日 - 東宝、通産省から映画界初の輸出貢献企業指定を受ける[1][3]。
- 7月
  - 7月19日 - 東京地裁、映画『黒い雪』に関するわいせつ罪で起訴された武智鉄二と村上覚に対し無罪判決を下す[2][9][1]。
  - 7月21日 - 『東映まんがまつり』が始まる[23]。
  - 7月30日 - 『大奥㊙物語』（中島貞夫監督） / 『渡世人』（佐伯清監督）封切、ヒット[7]。
- 8月
  - 8月3日 - 東宝8.15シリーズの第1作、岡本喜八監督『日本のいちばん長い日』を東京・有楽座でロードショー公開し（一般公開は8月12日）、大ヒット[1]。以後、東宝8.15シリーズは6作続く[1]。
- 9月
  - 大映、負債が54億円と発表する[2]。
  - 9月15日 - 大映、敬老の日に敬老割引（平均2割）を全国で実施[3]。
  - 9月29日 - 東京で第14回アジア映画祭開催[3]。
- 11月
  - 浜田光夫復帰第1作『君は恋人』（齋藤武市監督）公開、吉永小百合・石原裕次郎・小林旭・浅丘ルリ子ら日活オールスター出演[24]。
  - 11月2日 - 東京・高田馬場日活で導入された「時間別入場料金興行」が打ち切り[3]。
  - 11月9日 - 原爆記録映画が米国より返還される[1]。
  - 11月11日 - 日本レコード大賞選考委員と同賞をめぐる「黒い霧」問題が発端となり「日本映画記者会賞」廃止、同月24日、同様の理由で「ブルーリボン賞」廃止[3]。
- 12月
  - 戦時中の劇映画『残菊物語』を含む1,385本が返還される[2]。
  - テレビ受信契約数2,000万突破[25]。普及率83.1パーセント[25]。
  - 12月15日
    - 東京・有楽町スバル座、東宝と経営提携し、ロードショー劇場になる[1]。
    - 全国興行生活衛生同業組合連合会（全興連）、警視庁の指摘による深夜興行の未成年者入場問題で各劇場に通達[26]。

  - 12月23日 - 『網走番外地 吹雪の斗争』（石井輝男監督） / 『兄弟仁義 関東兄貴分』（中島貞夫監督）[27] 封切、ヒット[7]。
  - 12月31日 - 初詣客をターゲットにした、東宝直営館初のオールナイト興行を渋谷東宝劇場で実施[3][1]。上映作品は『日本一の男の中の男』と『ゴー!ゴー!若大将』[1]。先行実施の大映、東映系上映館に対抗[3]。

## 周年
- 創立35周年
  - 東宝 - 創立35周年記念作品として、『キングコングの逆襲』&『長篇怪獣映画ウルトラマン』を公開した[要出典]。

## 日本の映画興行
- 入場料金（大人）
  - 400円[28]
  - 259円（統計局『小売物価統計調査（動向編） 調査結果』[29] 銘柄符号 9341「映画観覧料」）[30]
- 入場者数 3億3507万人[31]
- 興行収入 789億4300万円[31]

| 配給会社 | 年間配給収入 (単位：百万円) | 前年対比 |
| -------- | --------------------------- | -------- |
| 松竹     | 2,345                       | 099.4%   |
| 東宝     | 4,816                       | 106.9%   |
| 大映     | 3,171                       | 090.2%   |
| 東映     | 5,051                       | 091.4%   |
| 日活     | 3,159                       | 074.4%   |

出典: 東宝 編『東宝75年のあゆみ 1932 - 2007 資料編』（PDF）東宝、2010年4月、48頁。

## 各国ランキング

### 日本配給収入ランキング
| 順位 | 題名                        | 配給 | 配給収入    |
| ---- | --------------------------- | ---- | ----------- |
| 1    | 黒部の太陽                  | 日活 | 7億9516万円 |
| 2    | 日本のいちばん長い日        | 東宝 | 4億4195万円 |
| 3    | クレージー黄金作戦          | 東宝 | 3億2427万円 |
| 4    | クレージーの怪盗ジバコ      | 東宝 | 2億4066万円 |
| 5    | ゴー!ゴー!若大将            | 東宝 | 2億2047万円 |
| 6    | 日本一の男の中の男          | 東宝 | 2億1828万円 |
| 7    | あゝ同期の桜                | 東映 | 2億0322万円 |
| 8    | 座頭市血煙り街道            | 大映 | 1億9232万円 |
| 9    | 人間魚雷 あゝ回天特別攻撃隊 | 東映 | 1億7984万円 |
| 10   | 網走番外地 悪への挑戦       | 東映 | 1億6651万円 |

出典:『キネマ旬報ベスト・テン85回全史 1924-2011』キネマ旬報社〈キネマ旬報ムック〉、2012年5月、240頁。ISBN 978-4873767550。
| 順位 | 題名                          | 製作国                                     | 配給                       | 配給収入    |
| ---- | ----------------------------- | ------------------------------------------ | -------------------------- | ----------- |
| 1    | 007は二度死ぬ                 | イギリスの旗 · アメリカ合衆国の旗          | ユナイテッド・アーティスツ | 6億7997万円 |
| 2    | グラン・プリ                  | アメリカ合衆国の旗                         | ＭＧＭ                     | 5億1751万円 |
| 3    | プロフェッショナル            | アメリカ合衆国の旗                         | ユナイテッド・アーティスツ | 4億6417万円 |
| 4    | 風と共に去りぬ （リバイバル） | アメリカ合衆国の旗                         | ＭＧＭ                     | 3億1771万円 |
| 5    | 夕陽のガンマン                | イタリアの旗 · 西ドイツの旗 · スペインの旗 | ユナイテッド・アーティスツ | 3億1517万円 |
| 6    | おしゃれ泥棒                  | アメリカ合衆国の旗                         | 20世紀フォックス           | 3億0029万円 |
| 7    | 戦争と平和 完結篇             | ソビエト連邦の旗                           | ヘラルド                   | 1億9000万円 |
| 8    | 続・荒野の七人                | アメリカ合衆国の旗                         | ユナイテッド・アーティスツ | 1億8772万円 |
| 9    | パリは燃えているか            | アメリカ合衆国の旗 · フランスの旗          | パラマウント映画           | 1億8683万円 |
| 10   | 続・黄金の七人 レインボー作戦 | イタリアの旗 · フランスの旗 · スペインの旗 | 東和                       | 1億8000万円 |

出典:『キネマ旬報ベスト・テン85回全史 1924-2011』キネマ旬報社〈キネマ旬報ムック〉、2012年5月、241頁。ISBN 978-4873767550。

### 北米興行収入ランキング
| 順位 | 題名               | スタジオ                                            | 興行収入     | 出典   |
| ---- | ------------------ | --------------------------------------------------- | ------------ | ------ |
| 1.   | 卒業               | エンバシー・ピクチャーズ ユナイテッド・アーティスツ | $104,901,839 | [ 32 ] |
| 2.   | ジャングル・ブック | ウォルト・ディズニー                                | $73,741,048  | [ 33 ] |
| 3.   | 招かれざる客       | コロンビア ピクチャーズ                             | $56,666,667  | [ 34 ] |
| 4.   | 俺たちに明日はない | ワーナー・ブラザース＝セヴン・アーツ                | $50,700,000  | [ 35 ] |
| 5.   | 特攻大作戦         | MGM                                                 | $45,300,000  | [ 36 ] |
| 6.   | 哀愁の花びら       | 20世紀フォックス                                    | $44,432,255  | [ 37 ] |
| 7.   | 007は二度死ぬ      | ユナイテッド・アーティスツ                          | $43,084,787  | [ 38 ] |
| 8.   | いつも心に太陽を   | コロンビア映画                                      | $42,432,803  | [ 39 ] |
| 9.   | 地獄の天使         | AIP                                                 | $36,000,000  | [ 40 ] |
| 10.  | モダン・ミリー     | ユニバーサル映画                                    | $34,335,025  | [ 41 ] |

## 日本公開映画
1967年の日本公開映画を参照。

## 受賞
- 第40回アカデミー賞
  - 作品賞 - 『夜の大捜査線』
  - 監督賞 - マイク・ニコルズ（『卒業』）
  - 主演男優賞 - ロッド・スタイガー（『夜の大捜査線』）
  - 主演女優賞 - キャサリン・ヘプバーン（『招かれざる客』）

- 第25回ゴールデングローブ賞
  - 作品賞 (ドラマ部門) - 『夜の大捜査線』
  - 主演女優賞 (ドラマ部門) - イーディス・エヴァンス（『The Whisperers』）
  - 主演男優賞 (ドラマ部門) - ロッド・スタイガー（『夜の大捜査線』）
  - 作品賞 (ミュージカル・コメディ部門) -『卒業』
  - 主演女優賞 (ミュージカル・コメディ部門) - アン・バンクロフト（『卒業』）
  - 主演男優賞 (ミュージカル・コメディ部門) - リチャード・ハリス（『キャメロット』）
  - 監督賞 - マイク・ニコルズ（『卒業』）

- 第33回ニューヨーク映画批評家協会賞 - 『夜の大捜査線』

- 第20回カンヌ国際映画祭
  - グランプリ - 『欲望』（ミケランジェロ・アントニオーニ）
  - 監督賞 - フィレンツ・コーシャ（『TIZEZER NAP』）
  - 男優賞 - オデド・コトラー（『TROIS JOURS POUR UN ENFANT』）
  - 女優賞 - ピア・デゲルマルク（『みじかくも美しく燃え』）

- 第28回ヴェネツィア国際映画祭
  - 金獅子賞 - 『昼顔』 (ルイス・ブニュエル)[42]

- 第17回ベルリン国際映画祭
  - 金熊賞 - 『出発』  (イエジー・スコリモフスキー)

- 第41回キネマ旬報ベスト・テン
  - 外国映画第1位 - 『アルジェの戦い』
  - 日本映画第1位 - 『上意討ち 拝領妻始末』

- 第22回毎日映画コンクール
  - 日本映画大賞 - 『上意討ち 拝領妻始末』

- 第22回文部省芸術祭賞
  - 映画部門（日本劇映画） - 『日本のいちばん長い日』
  - 映画部門（日本記録映画） - 『特別天然記念物ライチョウ』[43]
  - 映画部門（外国映画） - 『ふたりだけの窓（英語版）』[44][45][46]

## 誕生
- 1月3日 - 若村麻由美、日本の女優
- 1月14日 - エミリー・ワトソン、イギリスの女優
- 1月21日 - 宮崎吾朗、日本のアニメーション監督
- 1月26日 - 森川智之、日本の声優
- 2月10日 - ローラ・ダーン、アメリカの女優
- 2月15日 - 堀ちえみ、日本の歌手・女優
- 2月19日 - ベニチオ・デル・トロ、プエルトリコの俳優
- 2月21日 - 伊藤つかさ、日本の女優
- 3月23日 - 七瀬なつみ、日本の女優
- 3月30日 - 林原めぐみ、日本の声優
- 3月31日 - サンドリーヌ・ボネール、フランスの女優
- 4月1日 - 鷲尾いさ子、日本の女優
- 5月4日 - 矢島晶子、日本の声優
- 5月12日 - 坂元裕二、日本の脚本家
- 6月1日 - 坂上忍、日本の俳優
- 6月20日 - ニコール・キッドマン、オーストラリアの女優
- 6月23日 - 南野陽子、日本の歌手・女優
- 7月1日 - パメラ・アンダーソン、カナダのモデル、女優
- 7月6日 - とよた真帆、日本の女優
- 7月10日 - 沢村一樹、日本の俳優
- 7月16日 - ウィル・フェレル、アメリカの俳優
- 7月18日 - ヴィン・ディーゼル、アメリカの俳優
- 8月8日 - 天海祐希、日本の女優
- 9月11日 - ハリー・コニック・Jr、日本の俳優
- 9月12日 - 田中美奈子、日本の女優
- 9月19日 - 細田守、日本のアニメーション監督
- 9月22日 - 緒形直人、日本の俳優
- 10月4日 - リーヴ・シュレイバー、アメリカの俳優
- 10月5日 - ガイ・ピアース、オーストラリアの俳優
- 10月16日 - 松野太紀、日本の声優
- 10月28日 - ジュリア・ロバーツ、アメリカの女優
- 11月2日 - 石田彰、日本の声優
- 11月25日 - 中井和哉、日本の声優
- 11月28日 - 原田知世、日本の女優・歌手
- 12月8日 - 三石琴乃、日本の声優
- 12月10日 - 有森也実、日本の女優
- 12月11日 - 保阪尚希、日本の俳優
- 12月13日 - 織田裕二、日本の俳優
- 12月31日 - 江口洋介、日本の俳優

## 死去
| 日付 | 日付 | 名前                               | 国籍                              | 年齢 | 職業           |
| 1月  | 8日  | ズビグニェフ・ツィブルスキ         | ポーランドの旗                    | 39   | 俳優           |
| 1月  | 21日 | アン・シェリダン                   | アメリカ合衆国の旗                | 51   | 女優           |
| 2月  | 6日  | マルティーヌ・キャロル             | フランスの旗                      | 46   | 女優           |
| 2月  | 15日 | アントニオ・モレノ                 | スペインの旗 · アメリカ合衆国の旗 | 79   | 俳優・映画監督 |
| 2月  | 24日 | フランツ・ワックスマン             | ドイツの旗 · アメリカ合衆国の旗   | 60   | 作曲家         |
| 3月  | 6日  | ネルソン・エディ                   | カナダの旗                        | 65   | 歌手・俳優     |
| 3月  | 11日 | ジェラルディン・ファーラー         | アメリカ合衆国の旗                | 85   | 歌手・女優     |
| 4月  | 3日  | 横山運平                           | 日本の旗                          | 86   | 俳優           |
| 5月  | 11日 | 轟夕起子                           | 日本の旗                          | 49   | 女優           |
| 5月  | 29日 | ゲオルク・ヴィルヘルム・パープスト |                                   | 81   | 映画監督       |
| 5月  | 30日 | クロード・レインズ                 | イギリスの旗                      | 77   | 俳優           |
| 6月  | 10日 | スペンサー・トレイシー             | アメリカ合衆国の旗                | 67   | 俳優           |
| 6月  | 26日 | フランソワーズ・ドルレアック       | フランスの旗                      | 25   | 女優           |
| 6月  | 29日 | ジェーン・マンスフィールド         | アメリカ合衆国の旗                | 34   | 女優           |
| 7月  | 8日  | ヴィヴィアン・リー                 | イギリスの旗                      | 53   | 女優           |
| 7月  | 21日 | ベイジル・ラスボーン               | イギリスの旗                      | 75   | 俳優           |
| 8月  | 13日 | ジェーン・ダーウェル               | アメリカ合衆国の旗                | 87   | 女優           |
| 8月  | 25日 | ポール・ムニ                       | アメリカ合衆国の旗                | 71   | 俳優           |
| 10月 | 30日 | ジュリアン・デュヴィヴィエ         | フランスの旗                      | 71   | 映画監督       |
| 11月 | 9日  | チャールズ・ビックフォード         | アメリカ合衆国の旗                | 76   | 俳優           |
| 12月 | 29日 | 小川虎之助                         | 日本の旗                          | 70   | 俳優           |